# Sportlövészet az 1936. évi nyári olimpiai játékokon
Az 1936. évi nyári olimpiai játékokon a sportlövészetben három egyéni versenyt rendeztek.

## Éremtáblázat
(A rendező ország csapata és a magyar érmesek eltérő háttérszínnel, az egyes számoszlopok legmagasabb értéke, vagy értékei vastagítással kiemelve.)
| Az 1936. évi nyári olimpiai játékok éremtáblázata sportlövészetben | Az 1936. évi nyári olimpiai játékok éremtáblázata sportlövészetben | Az 1936. évi nyári olimpiai játékok éremtáblázata sportlövészetben | Az 1936. évi nyári olimpiai játékok éremtáblázata sportlövészetben | Az 1936. évi nyári olimpiai játékok éremtáblázata sportlövészetben | Olimpia  |
| ------------------------------------------------------------------ | ------------------------------------------------------------------ | ------------------------------------------------------------------ | ------------------------------------------------------------------ | ------------------------------------------------------------------ | -------- |
|                                                                    | Ország                                                             | Arany                                                              | Ezüst                                                              | Bronz                                                              | Összesen |
| 1.                                                                 | Németország (GER)                                                  | 1                                                                  | 2                                                                  | 0                                                                  | 3        |
| 2.                                                                 | Svédország (SWE)                                                   | 1                                                                  | 0                                                                  | 1                                                                  | 2        |
| 3.                                                                 | Norvégia (NOR)                                                     | 1                                                                  | 0                                                                  | 0                                                                  | 1        |
|                                                                    |                                                                    |                                                                    |                                                                    |                                                                    |          |
| 4.                                                                 | Magyarország (HUN)                                                 | 0                                                                  | 1                                                                  | 0                                                                  | 1        |
|                                                                    |                                                                    |                                                                    |                                                                    |                                                                    |          |
| 5.                                                                 | Franciaország (FRA)                                                | 0                                                                  | 0                                                                  | 1                                                                  | 1        |
| 5.                                                                 | Lengyelország (POL)                                                | 0                                                                  | 0                                                                  | 1                                                                  | 1        |
|                                                                    |                                                                    |                                                                    |                                                                    |                                                                    |          |
| Összesen                                                           | Összesen                                                           | 3                                                                  | 3                                                                  | 3                                                                  | 9        |

## Érmesek
| Az 1936. évi nyári olimpiai játékok érmesei sportlövészetben |                                             |                                            |                                                     |
| Versenyszám                                                  | Arany                                       | Ezüst                                      | Bronz                                               |
| Sportpisztoly                                                | Torsten Ullman · Svédország (SWE) · 559     | Erich Krempel · Németország (GER) · 544    | Charles des Jammuniéres · Franciaország (FRA) · 540 |
| Gyorstüzelő pisztoly 25 m                                    | Cornelius Van Oyen · Németország (GER) · 36 | Heinz Hax · Németország (GER) · 35         | Torsten Ullman · Svédország (SWE) · 34              |
| Kisöbű puska fekvő                                           | Willy Rögeberg · Norvégia (NOR) · 300       | Berzsenyi Ralph · Magyarország (HUN) · 296 | Wladyslaw Karas · Lengyelország (POL) · 296         |